# إيتشيرو كوماتسو
إيتشيرو كوماتسو (باليابانية: 小松一郎؛ بالكانا: こまつ いちろう) هو دبلوماسي ياباني، ولد في 8 مارس 1951 في هيوغو في اليابان، وتوفي في 23 يونيو 2014.